# Celama portoricensis
Celama portoricensis är en fjärilsart som beskrevs av Heinrich Benno Möschler 1890. Celama portoricensis ingår i släktet Celama och familjen trågspinnare. Inga underarter finns listade i Catalogue of Life.